# 曾受益
曾受益（16世紀—17世紀），字而吉，廣東廣州府增城縣槎岡人，明朝政治人物。

## 生平
曾受益是萬曆十六年（1588年）戊子科廣東鄉試舉人，多次會試不第，謁選後在三十三年（1605年）授寧德知縣，為政專注要事，教化不事刑罰，寧德臨近海邊，海潮侵蝕民田，他請求上級取消被侵蝕田地人民的賦稅獲准，又上陳鹽法利弊受理為例方便全省，琉球貢使到縣，他拒絕如以往貪婪知縣向貢使徵貨，不久他因雙親年老辭官。回鄉後為地方興建學宮、建築城臺、纂修縣志，又率領宗族子弟建唯一祠，修大成譜，傾資周濟貧困族人，餘暇則在自家小園邀請故舊彈棋賦詩，九十三歲去世，著有《吹劍集》。

## 引用
1. 1 2  民國《增城縣志·卷十九·人物二》：曾受益，字而吉，槎岡人，中萬厯戊子舉人，未嘗一干有司，累上春官不第，謁選授福建寧德縣知縣，為政崇惇大務，教化不事刑罰，縣故瀕海，海潮盪激蝕民田，有田去而糧存者，受益請干，上官除之，又條鹽法利病，所司下其議著為令，通省便焉；琉球貢使至，前官之黷者徵其貨，受益以為䙝國體不徵也，未幾以親老不能迎養乞休，居家如建學宮、築城臺、修邑志，凡關於桑梓重計者力贊當事行之，又率其子弟干會城，建唯一祠，修大成譜，傾貲以周族及里之貧乏者，闢小園雜蒔花木其中，暇則邀二三故舊彈棋賦詩以為懽，年九十三卒，有《吹劍集》行於世。